# Remoães
Remoães is een plaats (freguesia) in de Portugese gemeente Melgaço en telt 124 inwoners (2001).

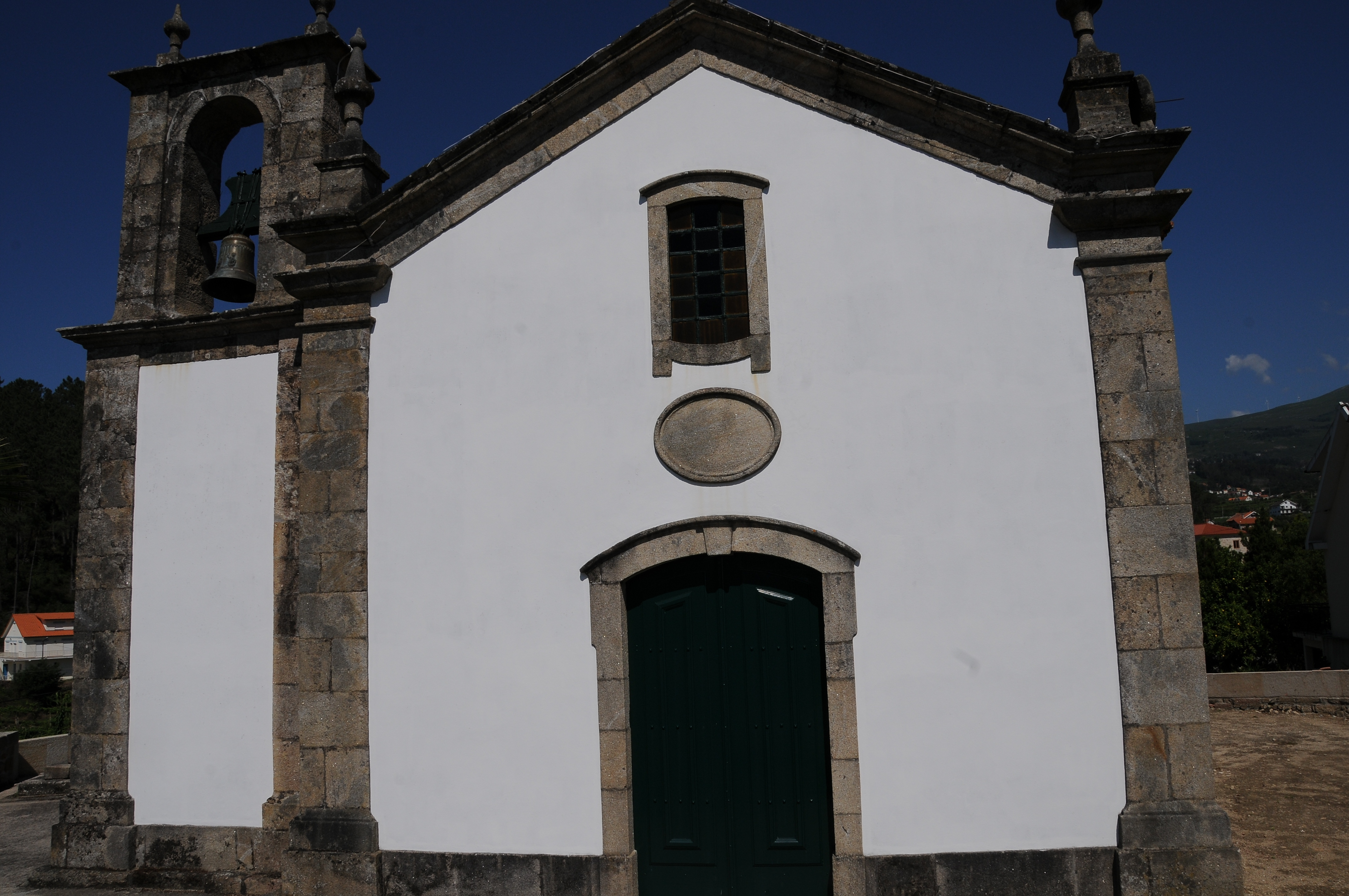